# Hank and Lank: Blind Men
Hank and Lank: Blind Men è un cortometraggio muto del 1910 diretto da Gilbert M. 'Broncho Billy' Anderson.
Il film è l'ottavo di una serie di nove che ha come protagonisti i personaggi di "Hank" e "Lank", interpretati da Augustus Carney e Victor Potel. Tutti i film furono girati nel 1910, tranne l'ultimo, Hank and Lank: They Make a Mash, che uscì il 31 gennaio del 1911.

## Produzione
Il film fu prodotto dalla Essanay Film Manufacturing Company, compagnia che aveva la sua sede a Chicago.

## Distribuzione
Distribuito dalla General Film Company, il film uscì nelle sale cinematografiche USA il 20 dicembre 1910. Veniva proiettato con il sistema dello split reel (a bobina unica) insieme a un altro corto prodotto dall'Essanay, il drammatico The Greater Call.